# Gustul și culoarea fericirii
Gustul și culoarea fericirii este un film românesc din 1978 regizat de Felicia Cernăianu. Rolurile principale au fost interpretate de actorii Mitică Popescu, Cornelia Gheorghiu și Vasile Cosma.

## Distribuție
Distribuția filmului este alcătuită din:
- Mitică Popescu — Grigore Romcescu, inginer constructor, dirigintele de șantier
- Cornelia Gheorghiu — Silvia Avram, inginera șefă a țesătoriei
- Vasile Cosma — Ion Ciorbaru, tehnician țesător, șeful Biroului Investiții
- Nae Gh. Mazilu — Lemnea, maistru țesător, secretarul de partid al țesătoriei
- Dorel Vișan — directorul țesătoriei (IPIU Țesătoria)
- Costel Constantinescu — Gorun, șeful lotului de lucrări
- Gheorghe Visu — Vasile Grigore, meșter constructor
- Petre Gheorghiu — Tudorache, inginerul șef al grupului de șantiere
- Adriana Șchiopu — Maria Valeria Nedelcu, tehniciană la Bir. Investiții
- Papil Panduru — Paraschiv, meșter constructor
- Draga Olteanu-Matei — cofetăreasa
- Ilarion Ciobanu — directorul general al grupului de șantiere
- Grigore Gonța — Stănică, muncitor constructor
- Mircea Jida — Costică, tehnician la Bir. Investiții
- Constantin Dinescu — prim-secretarul Comitetului Municipal de Partid
- Ion Andrei
- Rodica Negrea — muncitoare țesătoare, iubita lui Laie
- Laurențiu Lazăr — Laie, muncitor constructor
- Dorina Lazăr — soția directorului Patriciu
- Ion Manolescu
- Adrian Drăgușin
- Paula Chiuaru — Lucica, soția maistrului Lemnea
- Dumitru Chesa
- Dorina Done — secretara prim-secretarului Comitetului Municipal de Partid
- Ion Colan
- Alexandru Lazăr — Patriciu, inginer constructor, directorul Întreprinderii de Montaj
- Iulian Voicu — Voicu, inginer constructor al grupului de șantiere
- Athena Demetriad — secretara directorului țesătoriei
- Victor Ștrengaru — Straton, șeful Biroului Personal
- Vintilă Anastasiu
- Liliana Petrescu
- Aurel Grușevschi
- Manuela Hărăbor — Luminița, fiica maistrului Lemnea (nemenționată)
- Medeea Marinescu — fetița din parc (nemenționată)

## Primire
Filmul a fost vizionat de 1.279.425 de spectatori în cinematografele din România, după cum atestă o situație a numărului de spectatori înregistrat de filmele românești de la data premierei și până la data de 31 decembrie 2014 alcătuită de Centrul Național al Cinematografiei.